# Bat Pussy
Bat Pussy è un film pornografico presumibilmente del 1973, creduto perduto fino agli anni novanta, e successivamente distribuito dalla Something Weird Video in formato VHS.
Si tratta di una parodia hardcore del telefilm degli anni sessanta Batman. La location delle riprese, come anche l'identità degli attori e della troupe, sono tuttora sconosciute. In Italia il film non è mai stato distribuito. 
Viene spesso citato tra i primi esempi di parodia porno, ed annoverato nelle liste dei peggiori film pornografici mai prodotti.

## Trama
Presumibilmente ambientata a Gotham City, la trama di Bat Pussy tratta prevalentemente della coppia sposata formata da Buddy e dalla moglie Sam nella loro camera da letto in un piccolo appartamento. Mentre sta leggendo un numero della rivista SCREW, Buddy viene colto dall'idea di sperimentare del sesso orale con Sam e i due trascorrono la maggior parte del resto del film a letto, alternando cunnilingus, masturbazioni varie e fellatio, nonostante l'evidente impotenza di Buddy. Durante queste scene, quest'ultimo e Sam continuano ad insultarsi a vicenda circa le rispettive performance sessuali.
Nel mentre, in città l'alter ego della supereroina mascherata Bat Pussy, Dora Dildo, attende che i suoi "super sensi" l'avvertano di un crimine imminente da sventare nelle vicinanze. Infuriata dal fatto di percepire che qualcuno sta girando un "lurido film porno" senza il suo permesso nella sua "santa Gotham City", si cambia d'abito indossando il costume di Bat Pussy ed attraversa lentamente la città a cavallo di un pallone gonfiabile, fermandosi solo per fare pipì dietro un cespuglio, oppure per fermare un tentativo di stupro e qualche rapina.
Intanto Buddy inizia a fotografare la vagina di Sam con l'intenzione di ricavare una fortuna vendendo le foto, ma all'improvviso irrompe nella stanza Bat Pussy. Subito si scatena una scena di sesso a tre fino a quando quest'ultima si rimette il costume e se ne va senza dare spiegazioni.

## Riscoperta e distribuzione
Praticamente nulla è noto circa la produzione di Bat Pussy, in quanto il film non ha nessun credito produttivo e nessun nome è pubblicamente associato con la pellicola. Prima degli anni novanta, non si conosceva nemmeno l'esistenza di Bat Pussy, e si scoprì il film solo quando il regista e musicista Mike McCarthy (Cigarette Girl) trovò circa 200 scatoloni di vecchi nastri di filmini porno in Super 8 e 16 mm nel retro del cinema a luci rosse "Paris" a Memphis, Tennessee. A seguito della scoperta, McCarthy contattò Mike Vraney, fondatore della Something Weird Video, e Vraney acquisì l'intero lotto dei filmini dal Paris per 1000 dollari.
Nonostante fosse stato trovato in Tennessee, non è chiaro dove sia stato girato Bat Pussy. Basandosi sul forte accento del Sud degli attori coinvolti, McCarthy ipotizzò che il film potesse essere stato girato in Arkansas. Al contrario Vraney, in un'intervista del 2013 con il periodico Seattle Weekly a proposito del documentario That's Sexploitation!, nel quale Bat Pussy viene brevemente citato, menzionò il fatto che il film potesse provenire dal Texas, in quanto dichiarò: «Amo i film sexploitation girati in Texas, solo perché le ragazze hanno quell'accento favoloso. In Bat Pussy, l'accento della ragazza è esilarante». Anche l'anno di produzione di Bat Pussy è oggetto di discussione. Anche se Internet Movie Database e Internet Adult Film Database indicano entrambi il 1973, la Something Weird dichiara un più vago "anni settanta" come anno di produzione. Il numero della rivista SCREW che Buddy, uno dei personaggi del film, legge all'inizio è datato 14 settembre 1970.
La Something Weird distribuì Bat Pussy in VHS nel 1996, in accoppiata con Baby Bubbles (1973), come volume 23 della serie "Bucky Beaver's Dragon Art Theatre Triple XXX-Rated Double Feature". Nel 2007, Bat Pussy/Baby Bubbles venne successivamente pubblicato su DVD-R "a richiesta", e nel 2016, è stato reso disponibile come download digitale sul sito web della Something Weird.

## Accoglienza
Sin dalla sua uscita sul mercato video, Bat Pussy si è guadagnato la reputazione di cult movie come peggior film porno mai realizzato. Nel corso di un'intervista del 2014, Tim Lewis, general manager della Something Weird Video, scelse Bat Pussy tra tutto il catalogo della compagnia, come uno dei film "così assurdi che devono essere visti per credere che si possa arrivare ad un livello talmente basso". Le critiche negative coinvolgono ogni aspetto del film, inclusi attori, recitazione, qualità tecnica delle riprese, sceneggiatura inesistente, dialoghi assurdi, e povertà di mezzi. Per esempio, è possibile sentire l'ignoto regista dare indicazioni agli attori durante il film, oppure durante una scena di sesso, si sente chiaramente un membro della troupe che rutta. Nella scena finale, Buddy si riferisce frequentemente a Bat Pussy chiamandola "Batwoman" prima di essere corretto dagli altri attori. Infine, una delle maggiori critiche mosse a Bat Pussy, riguarda l'aspetto fisico molto poco attraente degli attori, in particolare Buddy e Sam, dettaglio non da poco in un film pornografico.